# أكمية شانتينية
أكمية شانتينية (الاسم العلمي: Aechmea chantinii) هو نوع نباتي يتبع جنس الأكمية من فصيلة البروميلية.